# Mostafa Chamran
 (juillet 2025).
Le contenu est difficilement compréhensible vu les erreurs de traduction, qui sont peut-être dues à l'utilisation d'un logiciel de traduction automatique.
Mostafa Chamran Savei, (en persan : مصطفی چمران ساوه‌ای), né le 8 mars 1932 et mort le 21 juin 1981, est un révolutionnaire iranien. Mustafa Chamran Savei connu sous le nom de Dr Chamran, physicien, activiste politique, membre du Conseil central pour le mouvement de libération de l'Iran, ministre iranien de la Défense dans le gouvernement de Mehdi Bazargan et gouvernement provisoire du Conseil de la révolution avec les compagnons de Moussa Sader dans la formation du Mouvement amal (Liban), représentant du Première période de l’Assemblée consultative islamique, était le commandant de l’Iran dans la guerre Iran-Irak et le fondateur du quartier général des guerres irrégulières[Quoi ?] pendant la guerre Iran-Irak.

## Biographie

### Naissance
Mostafa Chamran est né en 1932 à Téhéran. Il est le fils de Hassan Chamran Savoji.

### Éducation
Il a terminé ses études primaires à l'école Entesarieh, près de Pamenar, et ses études secondaires à Dar-ol-Fonoun et Alborz, il étudie sous la direction de l’Ayatollah Mahmoud Taleghani et de Morteza Motahhari. Il obtient un diplôme de l'Université de Téhéran. À la fin des années 1950, il est envoyé aux États-Unis pour poursuivre ses études supérieures. Il obtient une maîtrise de l'Université du Texas à Austin, puis un doctorat d'électrotechnique de l'Université de Californie à Berkeley en 1963.
Il travaille par la suite aux laboratoires Bell et au Jet Propulsion Laboratory de la NASA.
Il parlait couramment persan, anglais, arabe, français et allemand.

## Activités révolutionnaires
À la fin des années 1970 et 1980, Chamran devient politiquement actif en tant qu'un des principaux acteurs du mouvement révolutionnaire islamique au Moyen-Orient. Il a dans ce cadre organisé et entraîné des groupes révolutionnaires en Algérie, Égypte, Syrie et plus particulièrement au sud-Liban. 

## Au Liban
Chamran s'établit vraiment au Liban en 1971  comme le directeur  de l'école technique Borj al-chamali à l'appel de Moussa Sader. Parallèlement il participe à la formation du mouvement armé Amal.

## Retour en Iran
Il est rentré en Iran pour continuer sa carrière. Il est nommé commandant dans le corps nouvellement créé des Pasdaran, ainsi que ministre de la défense et conseiller militaire de l'ayatollah Rouhollah Khomeini, qu'il est également chargé de représenter au conseil suprême pour la défense nationale. En mars 1980, il est élu député au Majles (parlement iranien) en tant que député de Téhéran. 
Chamran est mort au combat de la Guerre Iran-Irak dans la province du Khuzestan, le 21 juin 1981.

## Filmographie
Che est un film iranien réalisé par Ebrahim Hatamikia, sorti en 2014.